# Richard Pearce
Richard Pearce (ur. 25 stycznia 1943 w San Diego) – amerykański reżyser i operator filmowy, pracujący również dla telewizji. Za swój pełnometrażowy debiut reżyserski Heartland (1979) zdobył Złotego Niedźwiedzia na 30. MFF w Berlinie.

## Filmografia
- 1976: Visions (serial TV)
- 1978: Siege (TV)
- 1979: No Other Love (TV)
- 1979: Heartland
- 1981: Próg (Threshold)
- 1983: Sessions (TV)
- 1984: Pułapka (Country)
- 1985: Alfred Hitchcock Presents (TV)
- 1986: Bez litości (No Mercy)
- 1989: Zabić skazanego (Dead Man Out, TV)
- 1989: The Final Days (TV)
- 1990: Długa droga do domu (The Long Walk Home)
- 1992: Cudotwórca (Leap of Faith)
- 1993: Wydział zabójstw Baltimore (Homicide: Life on the Street, serial TV)
- 1994-95: Ich pięcioro (Party of Five, serial TV)
- 1996: Wszystko zostaje w rodzinie (A Family Thing)
- 1997: Nothing Sacred (serial TV)
- 1998: Lekcja życia (Thicker Than Blood, TV)
- 1999: Pod ochroną (Witness Protection, TV)
- 2001: Południowy Pacyfik (South Pacific, TV)
- 2002: CSI: Kryminalne zagadki Miami (CSI: Miami, serial TV)
- 2003: Martin Scorsese przedstawia: The Blues (The Blues, serial TV)
- 2004: Chorał (Plainsong, TV)
- 2005: Prawo i bezprawie (Law & Order: Trial by Jury, serial TV)
- 2006: Ptasia grypa w Ameryce (Fatal Contact: Bird Flu in America, TV)